# موسیقی ارمنی

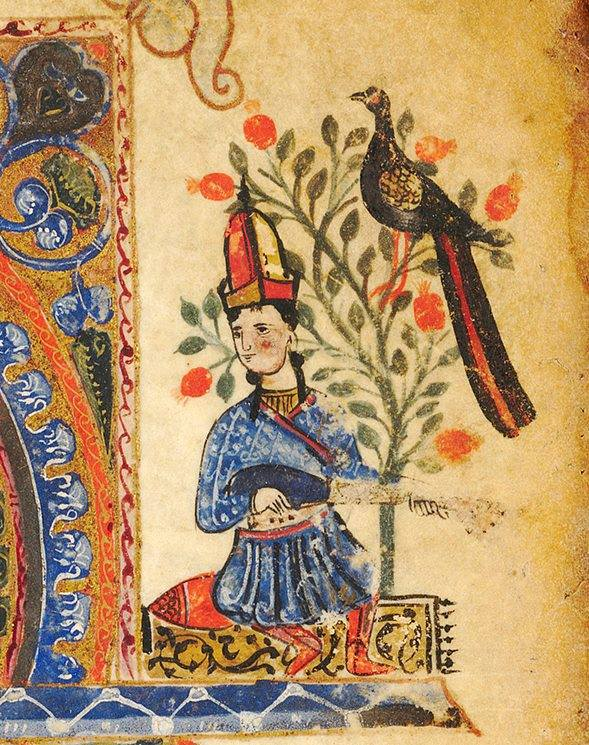
مینیاتوری از شاعر بزمی و نوازنده دوره‌گرد زن ۱۲۱۱ میلادی

موسیقی ارمنی ریشه در چند هزار سال پیش دارد. بر روی تخته سنگ‌های اوغتاسار تصاویری از زمان باستان باقی است که به وضوح نشان دهنده مناظر رقص و آئین‌های خاص همراه با ارائه آوا می‌باشند. آواز و موسیقی مربوط به مراسم دعا و آمادگی برای جنگ در زمان تشکل اتحاد قومی هایاسا و آرمن‌ها در ارمنستان رواج داشت. هزاره اول (پیش از میلاد) مملو از تحولات هنر موسیقی و فرهنگ باستان بود. در اینباره شیپور تهیه شده از شاخ گوزن که در حوالی دریاچه سوان پیدا شده‌است گواهی می‌دهد.
سنج‌هایی نیز مربوط به سده هفتم پیش از میلاد در کارمیر بلور یافت شده‌است (مربوط به دوران پادشاهی آراراتیان). در همان زمان حکومت آراراتیان موسیقی ارمنی دارای ماهیت پرستشی و دنیوی شد و موسیقی دنیوی در نزد راویان و گویندگان و نقالان و گوسان‌های دوره‌گرد رونق یافت. این رونق و پیشرفت در زمان پادشاهی یرواندیان نیز ادامه یافت و با استحکام جامعه و استواری نظام خانواده‌ها در ارمنستان باستان موسیقی و آواز نیز حالت تخصصی تر پیدا کرد. به ویژه مرثیه خوانی مربوط به مراسم تدفین ترقی می‌کند و بتدریج یکی از شیوه‌های موسیقی ادبی ارمنی یعنی آواز خوانی توأم با شعر خوانی متشکل می‌گردد و از روایات و افسانه‌ها داستان‌های مربوط به تاریخ باستان ارمنی و دین اولیه آن‌ها (اسطوره‌شناسی) برای طی روند ترقی خود استفاده می‌شود.
موسس خورناتسی با سخن گفتن دربارهٔ افسانه‌های هایک و بل، (آرام)، آرای زیبا، شامیرام و واهاگن و (نورک آنکغ) آن‌ها را گاهی روایت و گاهی آواز و افسانه و گاهی نیز عاشقی می‌نامد.

## تاریخ

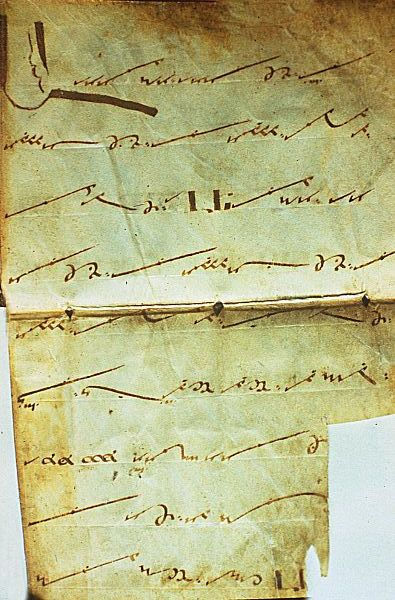
نُت‌هایی از موسیقی، نسخه خطی در قرن دوازدهم

موسیقی ارمنی در سده‌های ۳ و ۴ پیش از میلاد توأم با تشکل کامل ملت ارمنی دارای ماهیت مختص خود می‌شود. قابل ذکر است که ارمنیان پس از انقراض پادشاهی آراراتیان حدود دو سده در زمان حکومت هخامنشیان تماس و مناسبت نزدیک با فرهنگ ایران داشتند. از سده ۳ (پیش از میلاد) تمدن یونان باستان تحکیم می‌یابد. از همین دوره نی استخوانی دارای پنج سوراخ در معبد گارنی پیدا شده‌است. با پیدایش حکومت مستقل ارمنی توسط دودمان آرتاشسی در ارمنستان در سده ۲ (پیش از میلاد)، فرهنگ ارمنی از جمله موسیقی دوران رونق بی‌سابقه خود را طی می‌کند.
آوازهای نظامی و مراسم عبادی به ویژه آوازهای عروسی آوازهای عاشقی و نقالی متحول می‌گردند. غیر از ابزارهای یاد شده ابزارهای موسیقی دیگری چون سازهای ضربه‌ای، بادی و سیمی رواج داشتند. در همین زمان تئاتر هلنیستی در ارمنستان دچار رونق می‌شود و موسیقی مربوط به آن نیز تحول می‌یابد.
پس از رسمیت یافتن آئین مسیح در ارمنستان موسیقی ارمنی دچار تحول اساسی می‌شود در کنار آن فرهنگ دنیوی نیز راه رونق خود را می‌پیماید. رقص و آواز مردمی شهری و روستایی از یکدیگر جدا می‌شود و عاشق‌های (دوره‌گرد) بعدها به عنوان تنها نمایندگان هنر موسیقی دنیوی باقی می‌مانند. آواز موسیقی ارمنی با غنی شدن و بهره‌گیری از هنر همسایگان در سده‌های ۶ و ۷ میلادی از حدود ارمنستان خارج می‌شود. در اوایل سده هفتم (میلادی) در زمان خسرو پرویز ساسانی در ایران (در تیسفون) برای مرتب‌سازی تنظیم موسیقی، موسیقی‌دانان ارمنی دعوت می‌شوند. با همکاری آنان (شیوه موسیقی خسروانی) تدوین می‌گردد یکی از موسیقی‌دانان دخیل در این کار (سارکیس یا سرکیس هوروم)، (در ادبیات ایران مشهور به سرکش)، آوازخوان مشهور ارمنی در دربار ایران بود.
پیدایش الفبای ارمنی در سده پنجم (میلادی) در رونق موسیقی و آواز خوانی ارمنی تأثیر چشمگیری گذاشت. پس از آن کتاب مقدس به ارمنی ترجمه می‌شود و (زیور داوود) و کتاب‌های کلیسایی به زبان ارمنی تهیه می‌گردند و در مراسم مذهبی آوازهای کلیسایی از جمله (شاراگان) استفاده می‌گردد. آوازه‌های مختلف کلیسایی در طول زمان توسط کلیسا تدوین می‌گردیده تا امروز به کار می‌روند.

یک نمونه از نت نویسی (خاز) ارمنی به نام (کاش)

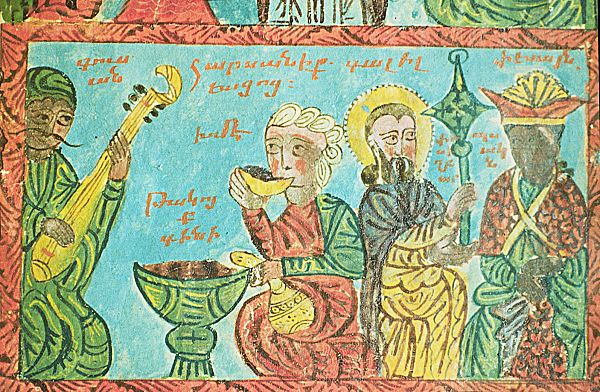
عاشقی ارمنی سده ۱۶ میلادی

حالت اولیه نت‌نویسی ارمنی که به خاز معروف است در سده هشتم (میلادی) پدید می‌آید. از ربع دوم سده هشتم موسیقی ارمنی به علت نابسامانی‌های سیاسی و اقتصادی روند پیشرفت فرهنگ و موسیقی ارمنی کند می‌شود. لیکن در سده دهم رونق اولیه را بدست می‌آورد. دیدگاه‌های علمی فلسفی در آثار دانشمندانی چون داویت آنهاقت، داویت کراگان و استپانوس سیونتسی منعکس می‌گردد. در سده‌های ۱۰ و ۱۱ شیوه‌های جدید و ترانه‌های، شاراگان‌ها و نغمه‌ها و آوازهای کلیسایی جدیدتری تنظیم می‌گردد و سیر تحول موسیقی ارمنی در این زمان سه مرحله در سده‌های ۱۰ تا ۱۵ میلادی را طی می‌کند. دوره اول دوره رونق هنر آواز شعری آثار گریگور نارکاتسی، هوانس سارکاواک بود.

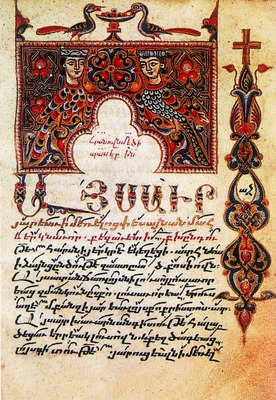
مجموعه تصانیف ۱۶۴۴ میلادی

مرحله دوم دوره ترقی ملودی‌ها و برخورداری آن‌ها باجنبه‌های گوناگون به‌شمار می‌رفت (آثار نرسس شنورهالی)، در مرحله بعدی مسایل مربوط به صدا، هماهنگی آواها مورد توجه قرار می‌گیرد. آوازهای عاشقی (گوسان)، آوازهای موسوم به بی خانمان و غیره رواج زیادی پیدا می‌کند. یکی از نمایندگان سرشناس موسیقی عاشقی ارمنی (هوانس مانوک خلاتتسی) بود که در سال ۱۴۳۸ میلادی به علت تغییر مذهب کشته شد.
در سده بعد ناهاپت کوچاک دارای آوازه بود. در سده‌های ۱۷ و ۱۸ (میلادی) که اوضاع سیاسی و اقتصادی ارمنستان دچار وخامت سنگینی شده بود رشته‌های مختلف فرهنگ از جمله موسیقی ارمنی در مهاجرنشین‌های ارمنی چون محله جلفای اصفهان، استانبول و تفلیس به حیات و ترقی خود ادامه دادند. در سده ۱۸ میلادی سایات‌نووا سرشناس‌ترین چهره عاشقان ارمنی پا به عرصه گذاشت. اشعار آوازی او چنان با فرهنگ گرجی، ایرانی و آذری نزدیکی داشت که تا مدت‌های مدید این ملل غیر ارمنی وی را متعلق به خود می‌دانستند. در این زمان سازهایی چون (کمان و کمانچه، سنتور و قانون، بربط، تنبور و تار، بلول، شوی و دودوک و پارکاپزوک) به کار می‌رفت و اکثر آن‌ها تا امروز نیز در موسیقی اصیل ارمنی مورد استفاده قرار دارند.
در سده نوزدهم در کنار موسیقی عاشقی، موسیقی مدرن ارمنی تشکیل شد. در همین دوره موسیقیدانانی چون تیگران چوخاجیان، کریستاپور کارامورزا، ماکار یکمالیان و کومیتاس وارداپت به انجام کارهای اساسی در موسیقی ارمنی موفق شدند.
در پایان سده نوزدهم و اوایل سده بیستم موسیقی اصیل ارمنی بر پایه‌های موسیقی مدرن توسط افرادی چون آرمن تیگرانیان، آلکساندر اسپندیریان پدید آمد و در اواسط سده بیستم موسیقیدانان نامی جهان، آرام خاچاتوریان پا به عرصه هنر گذاشت و امروزه نیز موسیقیدانانی چون ادوارد میرزویان و هوانس چیکجیان، ادگار هوهانسیان در صحنه هنر موسیقی ارمنی چهره‌های سرشناس می‌باشند.
در سال‌های اخیر هنر موسیقی در ارمنستان رونق بی‌سابقه‌ای داشته‌است تنها در سال ۱۹۸۰ میلادی تعداد ۱۰۲ مدرسه موسیقی در ارمنستان وجود داشت. تعداد زیادی گروهای آواز، ارکستر، مجتمع‌های هنری موسیقی، پدید آمده‌است موسیقی ارمنی در جماعت ارمنیان پراکنده نیز دارای سیر تحول و رونق خود بود.

## عاشوق

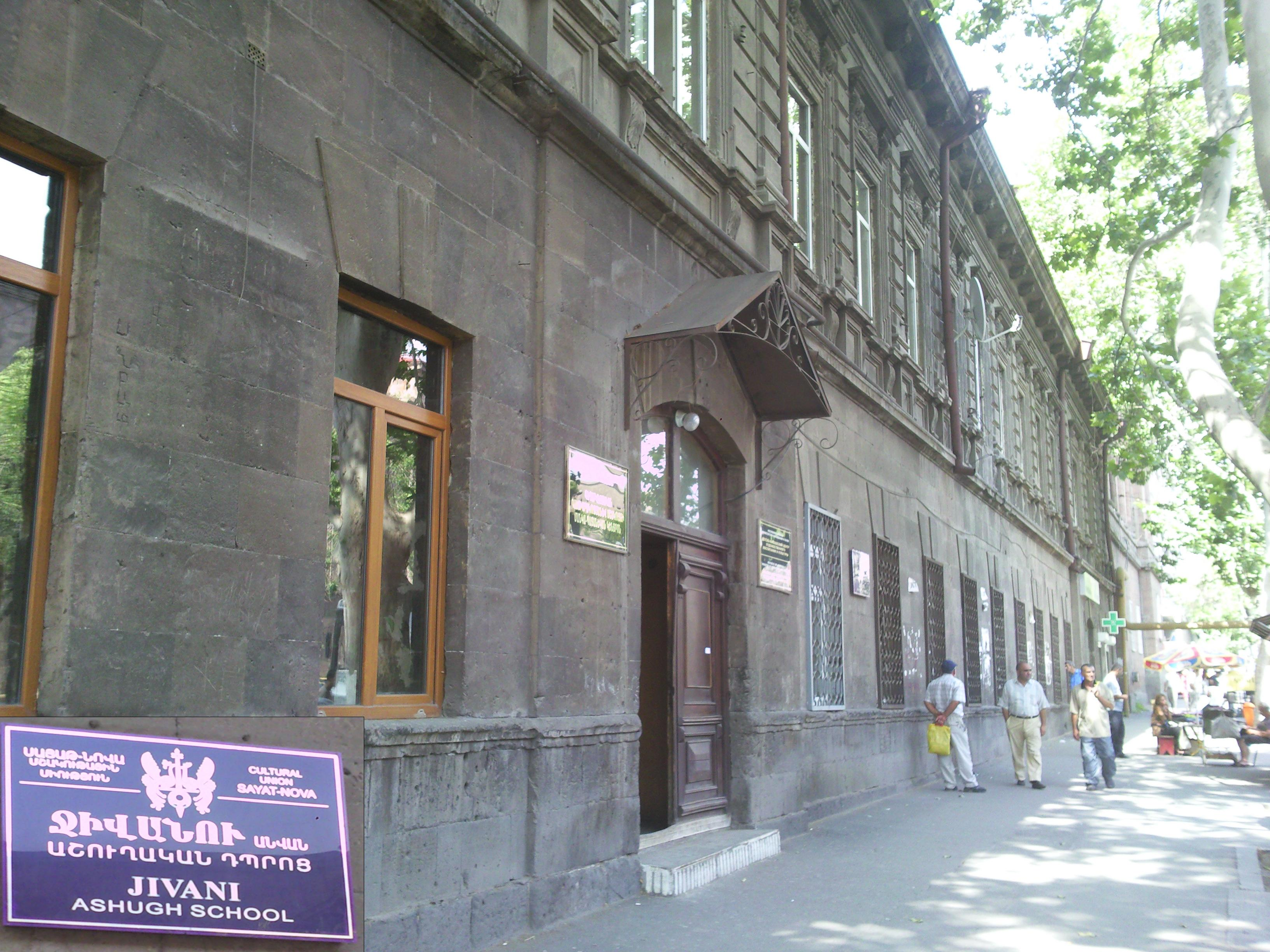
مدرسه عاشیقی در پایتخت ارمنستان

آوازهای عاشوقی دارای چهار مکتب اصلی می‌باشند.
1. مکتب تفلیس (تفلیس پایتخت گرجستان). از عاشوق‌های این مکتب می‌توان به سایات‌نووا، ناقاش هووناتان، شامچی ملکوم و … اشاره کرد.
2. مکتب ایروان (ایروان پایتخت ارمنستان). از عاشوق‌های این مکتب می‌توان به باقراغلی، غول آرزرونی، غول سارکیس، سپان آغلی و .. اشاره کرد.
3. مکتب آلکساندراپل (گیومری کنونی در ارمنستان). از عاشوق‌های این مکتب می‌توان به شیرین، نیرانی و … اشاره کرد.
4. مکتب جلفا. از عاشوق‌های این مکتب می‌توان به غول اگاز، غول آرزرونی، غول سارکیس، سپان آغلی (غول قازار) و … اشاره کرد.

موسیقی عاشوقی در ارمنستان مسیر تکاملی ویژه‌ای طی کرده‌است. در این کشور موسیقی عاشقی از قرن ۱۶ به بعد رواج داشته‌است. مهم‌ترین عاشق ارمنی سایات‌نووا (۹۵–۱۷۱۲) بود، که هنر موسیقی دوره زمان خود را به حد کامل رساند.

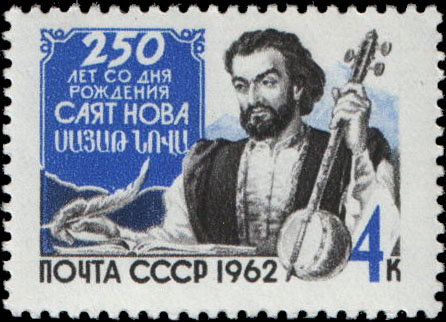
تمبری از دوران اتحاد جماهیر شوروی برای بزرگداشت دویست و پنجاه سالگی سایات‌نووا.

- سایات‌نووا زاده ۱۷۱۲ یا ۱۷۲۲ - درگذشته ۱۷۹۵)، یا «شاه نغمه‌ها» لقب هاروتیون سایاتیان، بزرگ‌ترین موسیقیدان ارمنی‌تبار سده هجدهم میلادی است.

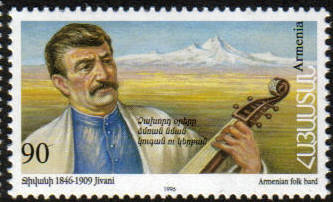
تصویر جیوانی بر روی تمبر.

- عاشوق جیوانی، (۱۸۴۶–۱۹۰۹)، با نام اصلی سروب ستپانی لوونیان ((به ارمنی: Սերոբ Ստեփանի Լևոնյան))، ((به انگلیسی: Serob Stepani Levonian)) در ارمنستان متولد شد و فعالیت‌های هنری خود را در تفلیس ادامه داد. آوازهایی را که او سروده‌است اغلب با مسائل اجتماعی مربوط می‌شوند. در زیر ترجمه مطلع یکی از این آوازها را می‌آوریم:[۱۲]

| روزهای ملال‌آور غمگرفته مانند زمستان می‌آیند و می‌روند،      |
| ما نباید افسرده شویم، آن‌ها پایانی دارند؛ می‌آیند و می‌روند، |
| غم و اندوه ما نمی‌توانند سایه به سایه ما را تعقیب کنند،    |
| 'مانند مشتریان ایستاده در صف، آن‌ها هم بالاخره می‌روند ...  |

- عاشق غریب Aşıq Qərib. لرمونتوف روس و آبوویان ارمنی، داستان عاشق غریب و شاه صنم را به صورت رُمان مدرن نوشته‌اند و سرگئی پاراجانف (Sergei Parajanov) با ساختن فیلمی این داستان را شهرت جهانی بخشیده‌است،[۱۳][۱۴] داستان عاشق دوره‌گردی است که در طی سفری هفت ساله از عشقی زمینی به اوج عرفان می‌رسد. در اوایل دهه ۸۰ میلادی عاشق کماندار افندو اجرای یک ساعته‌ای از داستان را ضبط کرد. کاست مربوط در مقیاس وسیع در ایران پخش شد و یکی از عوامل ترویج دوباره موسیقی عاشقی به‌شمار می‌آید.
- اصلی و کرم (Kerem ile Aslı). داستان یک شاهزاده ترک است که عاشق دختری ارمنی می‌شود. اقوام دختر در مخالفت با این عشق فرامذهبی مهاجرت می‌کنند. کرم ۱۱ سال به دنبال اصلی می‌گردد. دست آخر، هنگامی که دو عاشق به هم می‌رساند، کرم تحت تأثیر طلسم پدر اصلی آتش می‌گیرد. آواز یانیخ کرم که فی‌البداهه توسط اصلی خوانده می‌شود یکی از ارکان هنر عاشقی است.[۱۵]

## آلات موسیقی ارمنی

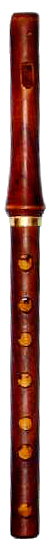
شوی (ساز)
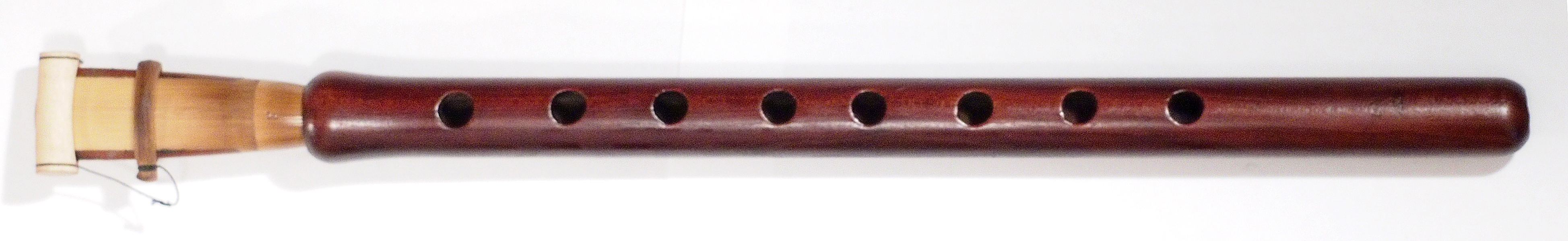
دودوک]]
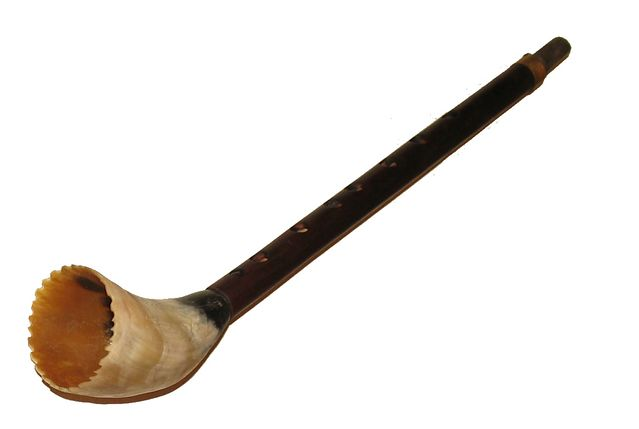
پکو
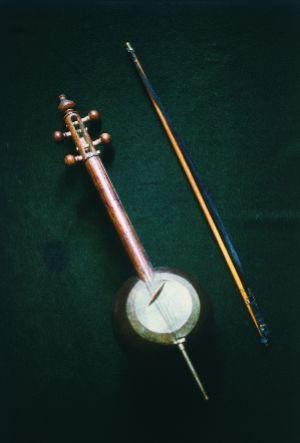
کمانچه
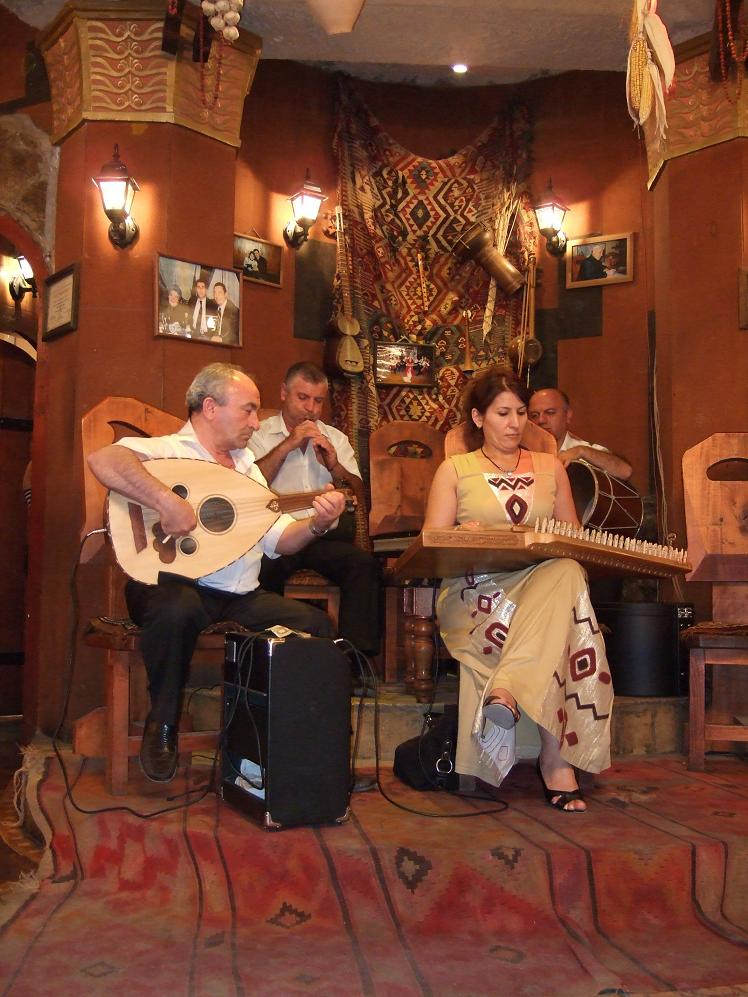
موسیقی فولکلور ارمنی

## موسیقی مردمی ارمنی
موسیقی مردمی ارمنی دارای دو بخش است:
- موسیقی روستایی

موسیقی روستایی ارمنی دربارهٔ عشق و عشق به طبیعت، حسرت، اعتراض، آواز، رقص و غیره، آواز خوانده و نواخته می‌شود. عمده‌ترین آلات موسیقی روستایی مانند: بلول، توتاک یا شوی، زورنا، دهل
- موسیقی شهری

موسیقی شهری ارمنی بیشتر در زمینه عشق، گهواره، آواز جشن، آوازهای رقص و غیره می‌باشد.
عمده‌ترین آلات موسیقی شهری مانند: شوی، دودوک، زورنا، دهل، نقاره و دب، گیتار، جاز و ارگ

## نقش جماعت ارمنیان پراکنده در موسیقی سایر نقاط جهان

### ایران

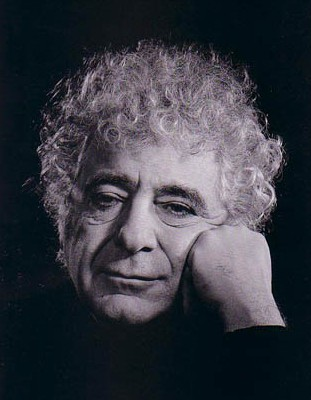
لوریس چکناواریان

نمونه‌ای از تار یحیی تارساز

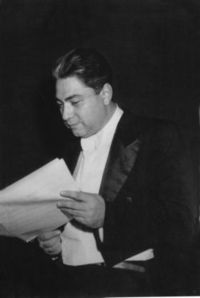
روبن گریگوریان، پایه‌گذاری ارکستر سمفونیک تهران

جهان از طریق ارتباط دریافت می‌شود و هنر موسیقی مهم‌ترین وسیله ارتباط و پاسخ به واکنش انسان به دنیای خارج و درونی خود محسوب می‌گردد. نواهای برجای مانده از مردمانی که به کشاورزی و دامداری اشتغال داشته‌اند، تجلی زیبایی، از سادگی زندگی چوپان‌هایی است که بیشتر زندگی آنان در دشت و کوهستان‌ها می‌گذشت. نوای دودوک آن‌ها که با بوی نفس آنان درمی‌آمیخت بسیار پر احساس بود. همچنین آواهایی که به هنگام کار، جشن و سرور، لالایی‌های ساده که مادران به زبان خویش و از سر دلتنگی برای کودکان خود می‌خواندند، نواها و آوازهای ویژه عروسی‌ها و همچنین موسیقی حماسی پیش از مسیحیت جای ویژه‌ای در موسیقی ارمنیان دارد.
در ایران نقش ارمنیان در شکل‌گیری موسیقی نوین و معاصر ایران چشمگیر بوده‌است. هنرمندان بسیاری که در راه گسترش موسیقی در ایران گام‌های با ارزشی را برداشتند.
- «مگردوم کاراپتیان» در اصفهان اولین ارکستر سازهای زهی را تأسیس نمود.
- «سوقومون سیمونیان» معروف به سلیمان‌خان ارکستر نظام دربار قاجار.
- «گورگن موسسیان» رئیس گروه کُر صدا و سیما و همچنین همسرایان تالار وحدت.
- بانو «گوهار آبیان "داویدیان"» اولین بانوی دانشجو و فارغ‌التحصیل هنرستان عالی موسیقی تهران نوازنده ارکستر فیلارمونیک.

ارمنی‌های ایران در ساخت آلات موسیقی سابقه درخشانی دارند.
- «نریمان» اولین سازنده قانون در شهر تهران و سازنده انواع آلات موسیقی در حدود سی سال.
- «آرداشس کاراپتیان» وی آلت موسیقی جدیدی به نام تارپین ساخت (شبیه گیتار بدون دسته) و همچنین در تهران موسیقی شبانه تأسیس نمود.
- «هوویک ادگاریان» نوازده ویلن در ارکستر سمفونیک تهران دارای کارگاه ساخت پیانو و او ۲۶ پیانو ساخت. وی همچنین برای موسیقی ایرانی پیانو ۴/۱ تُن را ساخت که به عنوان اختراع در دفتر اختراعات دولتی ثبت شده‌است.
- یحیی تارساز
- واروژان موسیقی‌دان، آهنگ‌ساز و تنظیم‌کنندهٔ مشهور ارمنی‌تبار ایرانی و از بنیان‌گذاران موسیقی پاپ در ایران بود. واروژان که از او به عنوان «پدر ترانه‌سازی نوین ایران» نیز نام برده‌اند[۶] به عنوان آهنگساز و تنظیم‌کننده با بسیاری از خوانندگان پاپ شناخته‌شده دوران خود از جمله داریوش، ابی، گوگوش، فرهاد و ویگن همکاری داشته و آهنگسازی ۲۵ فیلم سینمایی را در کارنامه هنری خود دارد. او همراه با چند تن دیگر از موسیقی دانان تحول به سزایی در موسیقی ترانه نوین ایران به وجود آوردند.

از جمله موسیقیدانان و رهبران برجسته ارکستر باید لوون گریگوریان را نام برد.
«در سال ۱۲۶۵ خورشیدی (۱۸۸۶ میلادی) در تبریز چشم به جهان گشود. تحصیلات ابتدائی را در زادگاهش (دبستان هایکازیان–تاماریان) به پایان رسانید.
پس از اتمام تحصیلات در سال ۱۲۸۳ خورشیدی (۱۹۰۴ میلادی) در شهرهای رشت و تبریز اقدام به تدریس موسیقی و تشکیل گروه سرایندگان از دانش آموزان و اجرای کنسرت‌های مختلف کرد. وی در سال ۱۲۸۶ خورشیدی (۱۹۰۷ میلادی) به تفلیس رفت و نزد «واسیلوف»، ویولنیست مشهور روسی به تکمیل آموزش ساز تخصصی خود پرداخت. در سال ۱۲۸۹ خورشیدی (۱۹۱۰ میلادی) به بروکسل عزیمت کرد و پس از دو سال فراگیری پیگیر موسیقی به تبریز بازگشت و تدریس موسیقی در مدارس ارامنه را از سر گرفت. لوون گریگوریان در سال ۱۲۹۶ خورشیدی (۱۹۱۷ میلادی) در مدرسه مرکزی خلیفه‌گری ارامنه تبریز یک گروه کر چهارصدایی تشکیل داد و همچنین گروه موسیقی مجلسی را تأسیس کرد که مدت ۳۰ سال رهبری آن را به عهده داشت. لوون گریگوریان تنظیم‌کننده سرودهای بسیاری به زبان‌های فارسی و ارمنی است. از جمله سرودهای فارسی وی می‌توان از «ایران»، «خیز»، «دلپسند»، «جلوه گل»، «سرود توانائی» و «سرود کارناوال» را نام برد. او در سال ۱۳۱۹ خورشیدی (۱۹۴۰ میلادی) در تهران اقامت گزید و گروه کر «گوسان» را تشکیل داد و همچنین به تعلیم ویولن در مدرسه عالی موسیقی پرداخت؛ و در طول زندگی هنری خود، ۹۴ ویولنیست را تعلیم داد. لوون گریگوریان در سال ۱۳۳۶ خورشیدی (۱۹۵۷ میلادی) در تهران بدرود حیات گفت.»
یکی دیگر از چهرهای سرشناس موسیقی ارمنی ایران نیکول گالاندریان می‌باشد. «نیکول در ۷ سپتامبر ۱۸۸۱ میلادی در آکن (شهری تاریخی واقع در ارمنستان غربی، در ترکیهٔ امروزی) به دنیا آمد. لیکن پس از تحصیل در زادگاه و انتقال به وارنا (۱۸۹۷) و تفلیس در سال ۱۹۱۱ به دعوت مدرسه هایکازیان در تهران مقیم می‌گردد و تا سال مرگش (۱۹۴۴) در همین‌جا می‌ماند. از نمونه کارهای او شامل: «اپرای منظومه (پروانه)» اثر هوانس تومانیان، «اپرای (چوپان)» و بسیاری از آثار گالاندریان (حدود ۱۰۰۰ اثر) در مجموعه‌های مختلف به چاپ رسیده‌اند. از جمله در جلدهای ۵ و ۶ آوازنامه «(گانزاران) گنج‌نامه». «نور هاسکر (خوشه‌های نو)» در نشریات ارمنی ایران و در روزنامه فارسی (راهنمای زندگی) به چاپ رسیدند.»
«هامبارتسوم گریگوریان» از دیگر موسیقیدان معروف ارمنی است که دانش‌آموخته فرانسه است و او در تهران اقدام به تشکیل گروه آواز (کومیتاس) می‌کند. او بیش از یکصد اثر (آوازهای گروهی و سولو، تنظیم آوازهای مردمی و عاشق‌ها، رمانس‌ها) و نیز بر روی اشعار آوتیک ایساهاکیان و هوانس شیراز شعرای نامدار ارمنستان آهنگ تصنیف نموده‌است.
در زمینه موسیقی نامهای برجسته‌ای چون:
امانوئل ملیک اصلانیان و لوریس چکناوریان و روبن گریگوریان و «ژورا میناسیان» و غیره قابل ذکرند.

### ترکیه

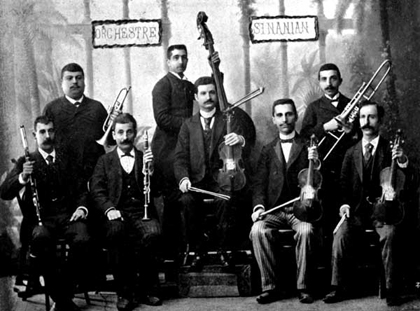
ارکستر فیلارمونیک ارمنی در ارمنستان غربی مربوط به سال ۱۸۶۱ میلادی

در اوایل سده نوزدهم میلادی موسیقی در ارمنستان غربی و کل امپراتوری عثمانی در قبضهٔ خوانندگان و نوازندگان دوره‌گرد بود. آن‌ها آهنگ‌ها و نواهای منتقل شده از نسل‌های پیش را، که به صورت شفاهی در بین مردم مرسوم شده بود، حفظ و اجرا می‌کردند. در آن زمان، امپراتوری عثمانی فاقد هنر موسیقی به صورت کنسرواتوار و هنرستان یا گروه‌هایی منظم دارای آیین‌نامه و اساسنامه بود.
اولین گروه‌های موسیقی در ارمنستان غربی، در قرن نوزدهم میلادی، به دست «کاراپت پاپازیان»، رهبر ارکستر، آهنگساز و ترانه‌سرای معروف ارمنی، تشکیل شد. پاپازیان تحصیلات خود را در ایتالیا گذرانده و آمادگی و مهارت کافی را برای رهبری ارکستر سمفونیک و ارکسترهای مجلسی کسب کرده بود. او اولین گروه‌های موسیقی، به خصوص، موسیقی تئاتر و نمایشنامه‌های موزیکال را در ارمنستان غربی پایه نهاد. پاپازیان رفته رفته به چنان معروفیتی دست یافت که کشورهای مختلف اروپایی از او برای رهبری ارکسترهای بزرگ دعوت به همکاری می‌کردند.
اولین نشریه از این نوع کنار «آرِولیان» (چنگ شرقی) نام داشت که در ۱۸۵۸ میلادی منتشر شد. از آنجایی که این نشریه اولین نشریهٔ تخصصی در زمینهٔ موسیقی، در امپراتوری عثمانی، بود از اهمیت خاصی برخوردار است. این نشریه با نت‌های مرسوم در اروپا انتشار می‌یافت. در ۱۸۶۱ میلادی، نشریه دیگری با نام کنار «هایکاکان» (چنگ ارمنی) منتشر و منجر به تشکیل گروهی به همین نام شد. موسیقیدان بزرگ دیگری به نام «نیکوغوس تاشچیان» با کمک برادر خود، «هاکوپ تاشچیان»، در ۱۸۷۵ میلادی، نشریه‌ای به نام «نواگ عثمانیان» (ترانه‌های عثمانی) منتشر کرد. تاشچیان در ادامهٔ فعالیت خود به تعلیم و ترویج موسیقی محلی و شرقی از طریق آموزش پیانو و سایر آلات موسیقی اروپایی پرداخت. اولین اپرت‌ها، اپراها و تئاترهای موزیکال در قسطنطنیه به دست ارمنیان تأسیس شدند.
در ارمنستان غربی به غیر از موسیقی‌دانان و رهبران بزرگی که به فعالیت‌های موسیقایی مشغول بودند اشخاص بسیاری نیز وجود داشتند که به کار ساخت آلات مختلف موسیقی می‌پرداختند. از استادان معروف در این زمینه می‌توان به «کِروبه زیلچیان» (۱۸۳۰–۱۹۱۰ میلادی) اشاره کرد که در ساخت سنج استاد بود و کارخانهٔ مخصوصی برای این منظور تأسیس کرده بود.

### جمهوری آذربایجان
در سال ۱۹۱۷–۱۹۱۰ میلادی. مجله‌ای به نام تئاتر و موسیقی به ابتکار و سردبیری «آنتوان مائیلیان» در باکو منتشر می‌شد و مردم را با فعالیت‌های فرهنگی ارمنیان باکو آشنا می‌کرد. در سال ۱۹۲۰ میلادی. مائیلیان رهبری استودیوی تئاتر و موسیقی شرقی را با بخش‌های ارمنی، آذربایجانی و روسی بر عهده داشت. این استودیو در سال‌های بعد (بنیاد زاره) نامیده شد و تبدیل به آموزشگاه تئاتر شد. او در عین حال رئیس کنسرواتوار شرقی باکو و رهبر استودیوی موسیقی و نمایش بانوان آذربایجانی بود. مائیلیان برای کودکان نیز اُپرت و اُپرا نوشته و برای نمایش‌های تئاتر ارمنی و آذربایجانی موسیقی ساخته‌است. آهنگ ساز معروف آنوشاوان دِرغوندیان نیز در باکو زندگی و فعالیت کرده و در سال‌های ۱۹۳۸–۱۹۳۴ میلادی. رئیس کنسرواتوار باکو بوده‌است.
عاشوق‌ها نیز در موسیقی ارمنیان باکو جایگاه خاصی داشتند. آن‌ها از خانه به خانه می‌گشتند و در مسابقات عاشوق‌ها شرکت می‌کردند. معروفترین آن‌ها عاشوق «دونی» بود که استاد و آموزگار عاشوق‌های آن دوره شمرده می‌شد. عاشوق «صایاد» (پتروس ماداتیان) که در سده ۱۹ میلادی. می‌زیست نیز آوازه‌ای بلند داشت.
از سال ۱۹۲۰ میلادی «آ. ایانوسیان»، رهبر ارکستر نقش بزرگی در موسیقی باکو ایفا کرد. او بود که نخستین گروه نوازندگان موسیقی محلی آذربایجانی را بنیان نهاد.

### سایر نقاط جهان
تعدادی از خوانندگان معروف ارمنی در سایر نقاط جهان

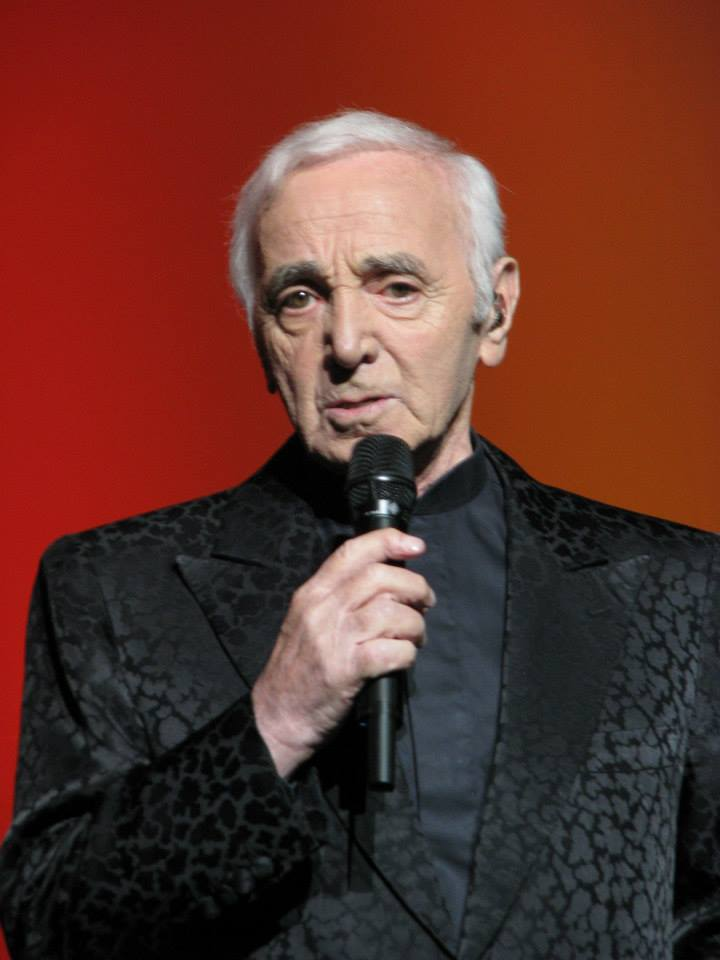
شارل آزناوور
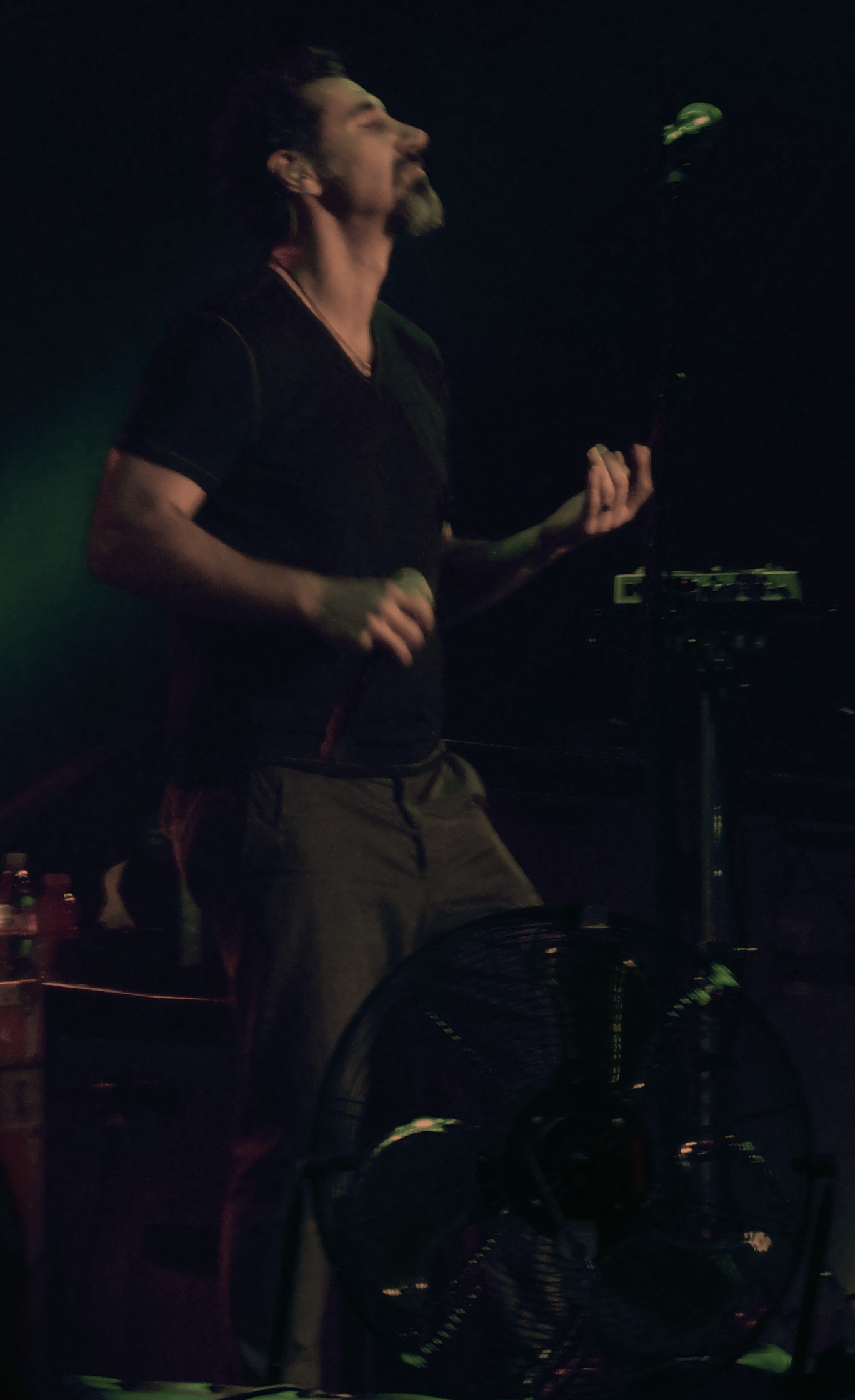
سرژ تانکیان
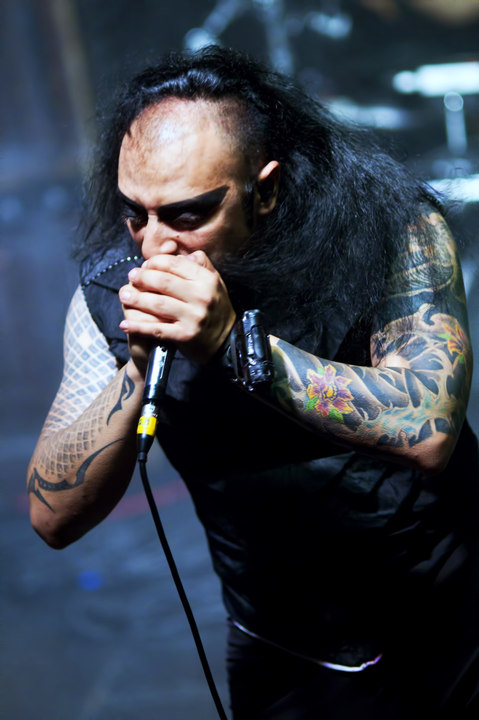
هایکو جپکین
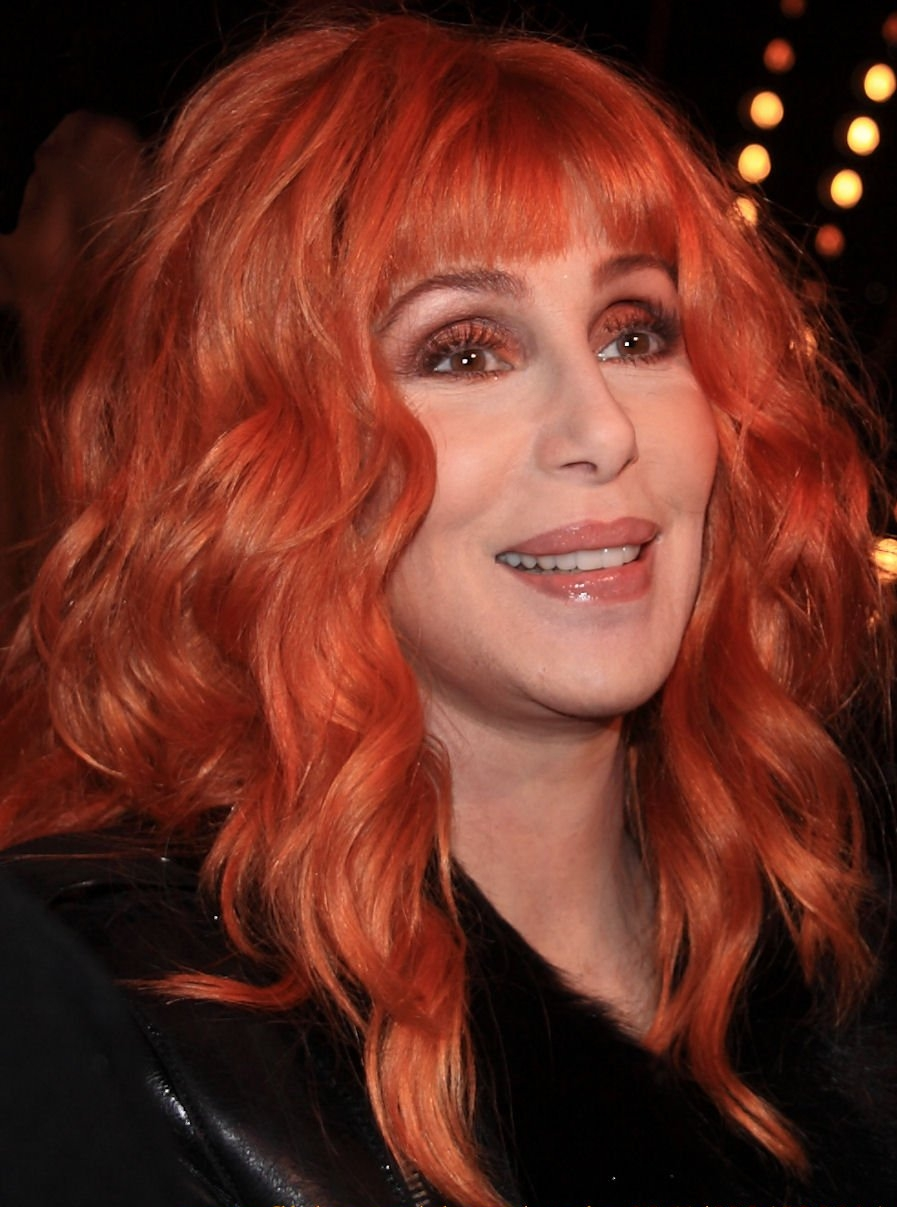

## جوان نابغه ارمنی در موسیقی

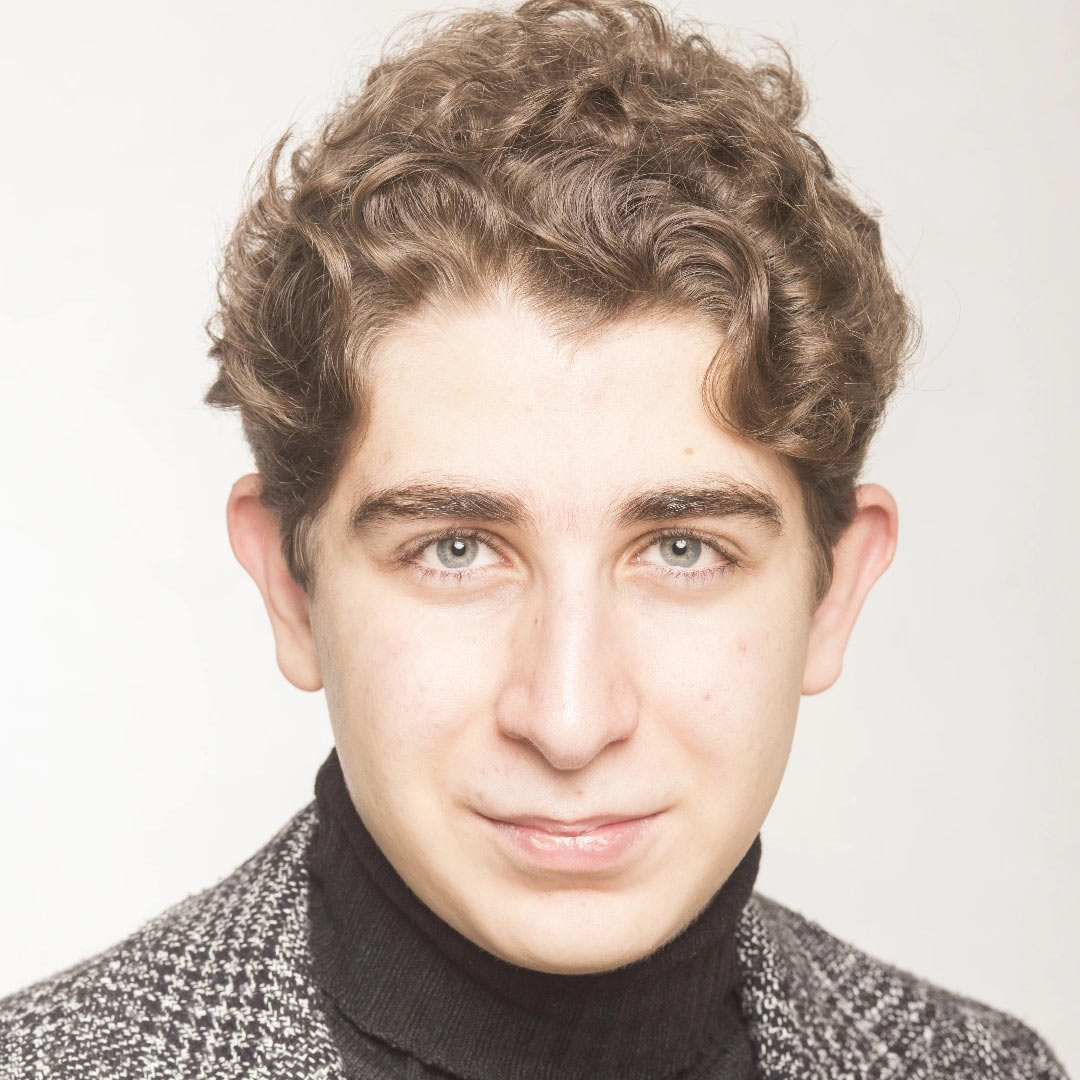
تصویر برای ادیان نیوز است

به نقل از پایگاه خبری-تحلیلی ردنا (ادیان نیوز) در خبری با عنوان : آشنایی جامع با بزرگان موسیقی ارامنه در ایران که توسط محمد پناه زاده اسناد مهمی از موسیقی ارامنه در ایران جمع آوری شده است: درن براتی مسیحی یا درن براتیان یک جوان ارمنی که کار نواختن پیانو را از 11 سالگی نزد استاد تیگران مسروپیان شروع کرد.  پیانیست و آهنگساز جوان نابغه ارمنی آقای «درن براتیان یا درن براتی مسیحی» با آن همه آهنگسازی و کنسرت و آلبوم بسیار زیبا متعدد بین المللی خویش افتخاری برای موسیقی ایرانی و ارمنی محسوب می شود. براتی با این سن و سال پایین اما فهم و شناخت بسیار خوبی نسبت به دستگاه موسیقی ایرانی و به طور کلی ادبیات و موسیقی ارامنه ایران دارد و بارها این موضوع را با اجراهای بسیار مختلف به نمایش گذاشته است.
این جوان ارمنی بعد از گذراندن دوره ابتدایی، وارد هنرستان ملی موسیقی پسران تهران شد و هم اکنون سال آخر هنرستان موسیقی است. براتی در مسابقات متعددی همچون «برترین پیانیست» مقام اول را در نوازندگی ساز پیانو کسب نموده است. وی در جهت بالا بردن سطح دانش علمی و عملی خود مستر کلاس های متعددی از جمله نزد استاد مارینه مارگاریان شرکت کرده است. درن براتی چندین اثر برای ساز پیانو خلق نموده و هم اکنون در حال آماده سازی یک آلبوم موسیقی برای ساز پیانو است که در سال ۱۴۰۲ منتشر خواهد شد.